# اوی‌تیکوش
اوی‌تیکوش (به مجاری:  Újtikos) یک منطقهٔ مسکونی در مجارستان است که در ناحیه هایدوناناش واقع شده‌است. اوی‌تیکوش ۳۵٫۲۹ کیلومتر مربع مساحت و ۹۵۶ نفر جمعیت دارد.